# Donskói (Krasnodar)
Donskói (del ruso: Донской) es un posiólok del raión de Otrádnaya del krai de Krasnodar, en Rusia. Está situado en un área premontañosa y boscosa de las vertientes septentrionales del Cáucaso Norte, a orillas del río Kuntimes, tributario del río Urup, 12 km al oeste de Otrádnaya y 203 km al sureste de Krasnodar, la capital del krai. Tenía 64 habitantes en 2010.
Pertenece al municipio Mayakskoye.

## Historia
La localidad fue fundada en la década de 1930 en el contexto de la creación del sovjós Podgorni.